# Privateer 2
Privateer 2: The Darkening ist eine Weltraum-Flugsimulation für PC und der direkte Nachfolger zu Wing Commander: Privateer. Das Spiel wurde von EA Manchester entwickelt und am 13. Dezember 1996 veröffentlicht. Es übernimmt von seinem Vorgänger das an Elite angelehnte Spielprinzip von Weltraumhandel und -kämpfen in Verbindung mit einem für die Wing-Commander-Reihe typischen, filmisch inszenierten Handlungsstrang. Allerdings fehlen im Gegensatz zum Vorgänger typische Anknüpfungspunkte an das Wing-Commander-Universum, weshalb das Spiel in der Serie eigenständig dasteht. Für das Konzept und die Projektleitung zeichnete Erin Roberts, Bruder des Wing-Commander-Schöpfers Chris Roberts, verantwortlich.

## Handlung
Privateer 2 ist ein Weltraumhandels-Spiel mit einer starken Hintergrund-Geschichte. Die Handlung spielt im sogenannten Tri-System, bestehend aus den Sonnensystemen Irrulan, Issac und Hom. Der Spieler schlüpft in die Rolle von Lev Arris, dargestellt von Clive Owen, der als einziger einen Angriff auf ein Frachtschiff überlebt und seitdem an Amnesie leidet. Um seine Erinnerungslücken zu schließen, macht sich Arris auf die Suche nach seiner Vergangenheit.
Die Geschichte wird wie bei Wing Commander III und Wing Commander IV anhand von Filmzwischensequenzen erzählt. Darsteller sind unter anderem John Hurt, Clive Owen, Jürgen Prochnow und Christopher Walken. Allerdings spielt die Handlung nicht im klassischen Wing-Commander-Universum, typische Wesen wie die Kilrathi oder bekannte Techniken der anderen Serienteile kommen nicht vor.

## Spielprinzip
Der Spieler steuert das Spiel aus der Egoperspektive, neben dem Joystick können alternativ auch Maus und Tastatur als Eingabegerät verwendet werden. Als Raumjäger stehen 18 unterschiedliche Modelle zur Auswahl, die der Spieler bei entsprechendem Kontostand erwerben kann. Seinen Lebensunterhalt verdient sich die Spielfigur entweder als Pirat oder Händler. Als Händler kann Arris zwischen 18 Monden und Planeten sowie zahlreichen Raumstationen pendeln und legale wie illegale Waren erwerben oder verkaufen. Für den Transport muss er einen Frachter anmieten, der von ihm auf dem Flug zum Zielpunkt vor Piraten beschützt werden muss. Um sich einen Vorteil zu verschaffen, kann aus einem Pool ein Begleitpilot engagiert werden. Dabei wird zwischen erfahrenen Piloten und Anfängern unterschieden, deren Flugverhalten variiert. Der Spieler kann auch verschiedene Sondermissionen übernehmen, etwa Patrouillen- oder Eskortmissionen, die Bergung von hilflos im All treibenden Rettungskapseln oder Kampfeinsätze gegen Mitglieder der insgesamt vier Piratenclans. Neben den Piraten operieren im Trisektor außerdem noch Militär und die Polizeieinheit CIS als größere Fraktionen.

## Entwicklungsgeschichte

### Produktion
Das Spiel entstand nicht bei Origin Systems, sondern wurde durch das von Erin Roberts ins Leben gerufene Studio EA Manchester entwickelt. Wie beim Vorgänger fungierte Erin Roberts als Produzent, das Drehbuch wurde von der Schriftstellerin Diane Duane entworfen. Im Vergleich zum Vorgänger wurde die Spielwelt deutlich verkleinert, die seit Wing Commander III serientypischen FMV-Videosequenzen mit rund 60 Schauspielern ersetzten die Animationen in Spielegrafik. Das Entwicklungsbudget lag bei etwa fünf Millionen US-Dollar. Das Spiel verwendete eine neue Grafikengine, die erstmals in der Seriengeschichte auch Lens Flare beherrschte, aber auch eine SVGA-Grafikkarte voraussetzte.

### Veröffentlichung
Das Spiel erschien nach längerer Verzögerung, unter anderem wegen anhaltender Arbeiten an der Grafikengine, im Dezember 1996. Es erschien neben der Standardversion zusätzlich in einer Special Edition, die zusätzlich den Vorgänger Wing Commander: Privateer inklusive Erweiterung Righteous Fire beinhaltete.
Privateer 2 wurden am 19. September 2013 über den digitalen Distributor gog.com wiederveröffentlicht.
Fans veröffentlichten 2013 einen inoffiziellen Patch um verbliebene Probleme nach dem letzten offiziellen Entwickler-Patch zu beheben.

### Besetzung
| Rolle          | Schauspieler       | Synchronsprecher  |
| -------------- | ------------------ | ----------------- |
| Ser Lev Arris  | Clive Owen         | Frank Muth        |
| Xavier Shondi  | Jürgen Prochnow    | Jürgen Prochnow   |
| Joe Kane       | John Hurt          | Horst Raspe       |
| David Hassan   | Christopher Walken | Reinhard Brock    |
| Canera Captain | David McCallum     | Dieter Memel      |
| Rhinehart      | David Warner       | Franz Rudnick     |
| Melissa Banks  | Mathilda May       | Michèle Tichawsky |
| Assassine      | Amanda Pays        |                   |
| Onkel Kashumai | Brian Blessed      | Manfred Erdmann   |

## Nachfolger

Logo des Privateer 3 Pitches 1997.

Es wurden wiederholt Versuche von EA-Projektteams durchgeführt ein Privateer-3-Projekt vom EA Management absegnen zu lassen, der erste Versuch war 1997. Ein weiterer Versuch wurde im Jahr 2000 gestartet, der sich nicht durchsetzen konnte.

## Rezeption
Das Spiel erhielt überwiegend sehr gute Kritiken.
Wertungsspiegel
- PC Action 12/96: 88 %[9]
- PC Games 12/96: 84 %[9]
- PC Joker 1/97: 82 %[9]
- PC Player 12/96: 5 / 5[2]
- Power Play 12/96: 86 %[3]
- GameSpot: 6,8 / 10[1]